# Patricia Canning Todd
Patricia "Pat" Mary Canning Todd, född 22 juli 1922 i San Francisco Kalifornien, död 5 september 2015, amerikansk tennisspelare.

## Tenniskarriären
Pat Todd, en reslig person med en komplett slagrepertoar och med stor förmåga att täcka hela banan, var en av världens bästa kvinnliga tennisspelare åren efter andra världskriget. Perioden 1946-52 rankades hon bland de 10 bästa spelarna, som bäst nådde hon fjärde platsen (1950). Hon kom dock under sin karriär att stå i skuggan av spelare som Louise Brough, Margaret Osborne duPont och Doris Hart, även om hon noterade karriärsegrar över dessa spelare. Hon blev också den enda av toppspelarna som vid tre tillfällen lyckades besegra Maureen Connolly. Todd vann totalt fyra Grand Slam-titlar, varav en i singel, två i dubbel och en i mixed dubbel. 
Todds främsta merit är vinst av singeltiteln i Franska mästerskapen 1947. I finalen besegrade hon Doris Hart med 6-3, 3-6, 6-4. Hon mötte Hart igen i finalen också 1950, men förlorade den gången med 4-6, 6-4, 2-6. 
Todd var en skicklig dubbelspelare. Hon nådde fyra gånger, varav två gånger tillsammans med Doris Hart, dubbelfinal i  Amerikanska mästerskapen, dock utan att lyckas vinna titeln. Med Doris Hart spelade hon också dubbelfinal i Franska mästerskapen vid två tillfällen, och vann titeln 1948 genom finalseger över Shirley Fry/Mary Arnold Prentiss (6-4, 6-2). Paret Todd/Hart vann också dubbeltiteln i Wimbledonmästerskapen 1947 (finalseger över Brough/Osborne duPont med 3-6, 6-4, 7-5). 
Todd vann tillsammans med Jaroslav Drobny mixed dubbel-titeln i Franska mästerskapen 1948 genom finalseger över australiern Frank Sedgman och Doris Hart (6-3, 3-6, 6-3). 
Todd deltog i det amerikanska Wightman Cup-laget 1947-51.

## Grand Slam-titlar
- Franska mästerskapen
  - Singel - 1947
  - Dubbel - 1948
  - Mixed dubbel - 1948
- Wimbledonmästerskapen
  - Dubbel - 1947